# Jarome Luai

a Compétitions nationales et continentales officielles uniquement.

b Matchs officiels uniquement.
Jarome Luai, né le 16 janvier 1997 à Sydney (Australie), est un joueur australien d'origine samoane de rugby à XIII évoluant au poste de demi d'ouverture, de demi de mêlée ou de centre dans les années 2010 et 2020.
Natif de Sydney, issu d'une famille d'origine samoane et maori, Jarome Luai pratique le rugby à XIII depuis son enfance. Il intègre les équipes jeunes des Penrith Panthers et attent 2018 pour disputer ses premières rencontres de National Rugby League (« NRL »). Il forme avec Nathan Cleary une redoutable charnière permettant d'écrire l'une des pages les plus victorieuses de NRL en remportant le titre quatre fois d'affilée en 2021, 2022, 2023 et 2024. Auréolé de ce statut, il signe aux Wests Tigers pour 2025 et devient l'un des joueurs les mieux payés de NRL.
Concernant les sélections, avant même de débuter une rencontre de NRL, il est appelé en sélection des Samoa pour disputer la Coupe du monde en 2017 puis dispute celle de l'édition 2022 avec une finale perdue face à l'Australie 30-10. Natif d'Australie, il lui est permis de disputer le « State of Origin » avec la Nouvelle-Galles du Sud dont il remporte les séries 2021 et  2024.

## Biographie
Il est nommé dans l'équipe de rêve de l'édition 2019 de la Coupe du monde de rugby à neuf.

## Palmarès
- Collectif :
  - Vainqueur du State of Origin : 2021 et  2024 (Nouvelle-Galles du Sud).
  - Vainqueur de la National Rugby League : 2021, 2022, 2023 et 2024 (Penrith).
  - Finaliste de la Coupe du monde : 2021 (Samoa).
  - Finaliste de la National Rugby League : 2020 (Penrith).

- Individuel :
  - Nommé dans l'équipe de rêve de la Coupe du monde de rugby à neuf : 2019 (Samoa).

### Détails en sélection
| 1.  | 4 novembre 2017  | Tonga                | 18-32 | Coupe du monde | Demi d'ouverture | - | - | - | - |
| 2.  | 11 novembre 2017 | Écosse               | 14-14 | Coupe du monde | Demi d'ouverture | - | - | - | - |
| 3.  | 17 novembre 2017 | Australie            | 0-46  | Coupe du monde | Demi d'ouverture | - | - | - | - |
| 4.  | 22 juin 2019     | Papouas.-Nlle-Guinée | 24-6  | Coupe Océanie  | Talonneur        | 4 | 1 | - | - |
| 5.  | 2 novembre 2022  | Fidji                | 18-44 | Test-match     | Demi de mêlée    | - | - | - | - |
| 6.  | 15 octobre 2022  | Angleterre           | 6-60  | Coupe du monde | Demi d'ouverture | - | - | - | - |
| 7.  | 23 octobre 2022  | Grèce                | 42-0  | Coupe du monde | Demi d'ouverture | 4 | 1 | - | - |
| 8.  | 30 octobre 2022  | France               | 62-4  | Coupe du monde | Demi d'ouverture | - | - | - | - |
| 9.  | 6 novembre 2022  | Tonga                | 20-18 | Coupe du monde | Demi d'ouverture | 4 | 1 | - | - |
| 10. | 12 novembre 2022 | Angleterre           | 27-26 | Coupe du monde | Demi d'ouverture | - | - | - | - |
| 11. | 19 novembre 2022 | Australie            | 10-30 | Coupe du monde | Demi d'ouverture | - | - | - | - |
| 12. | 27 octobre 2024  | Angleterre           | 18-34 | test-match     | Demi de mêlée    | - | - | - | - |
| 13. | 2 novembre 2024  | Angleterre           | 16-34 | test-match     | Demi de mêlée    | - | - | - | - |

### Détails en club
| Saison | Saison           | Championnat | Championnat | Championnat | Championnat | Championnat | Championnat | Championnat | State of Origin | State of Origin | State of Origin | State of Origin | State of Origin | State of Origin | State of Origin | Sélection | Sélection | Sélection | Sélection | Sélection | Sélection | Sélection |
| Saison | Saison           | Comp.       | Class.      | M           | Pts         | Ess.        | Buts        | Dp.         | Ed.             | Rés.            | M               | Pts             | Ess.            | Buts            | Dp.             | Compet.   | M         | Pts       | Ess.      | Buts      | Dp.       |           |
| ------ | ---------------- | ----------- | ----------- | ----------- | ----------- | ----------- | ----------- | ----------- | --------------- | --------------- | --------------- | --------------- | --------------- | --------------- | --------------- | --------- | --------- | --------- | --------- | --------- | --------- | --------- |
| 2017   | Equipe réserve   |             |             |             |             |             |             |             |                 |                 |                 |                 |                 |                 |                 | CM        | 3         | -         | -         | -         | -         |           |
| 2018   | Penrith Panthers | NRL         | 2e tour     | 4           | 24          | 2           | 8           | -           |                 |                 |                 |                 |                 |                 |                 |           |           |           |           |           |           |           |
| 2019   | Penrith Panthers | NRL         | 10e         | 13          | -           | -           | -           | -           |                 |                 |                 |                 |                 |                 |                 |           | 2         | 4         | 1         | -         | -         |           |
| 2020   | Penrith Panthers | NRL         | Finaliste   | 23          | 28          | 7           | -           | -           |                 |                 |                 |                 |                 |                 |                 |           |           |           |           |           |           |           |
| 2021   | Penrith Panthers | NRL         | Champion    | 25          | 8           | 2           | -           | -           | 2021            | Vainqueur       | 2               | -               | -               | -               | -               |           |           |           |           |           |           |           |
| 2022   | Penrith Panthers | NRL         | Champion    | 20          | 28          | 7           | -           | -           | 2022            | Perdant         | 3               | 8               | 2               | -               | -               | CM        | 6         | 8         | 2         | -         | -         |           |
| 2023   | Penrith Panthers | NRL         | Champion    | 22          | 12          | 3           | -           | -           | 2023            | Perdant         | 2               | -               | -               | -               |                 |           |           |           |           |           |           |           |
| 2024   | Penrith Panthers | NRL         | Champion    | 24          | 16          | 4           | -           | -           | 2024            | Vainqueur       | 3               | -               | -               | -               | -               |           | 2         | -         | -         | -         | -         |           |
| 2025   | Wests Tigers     | NRL         |             | 4           | -           | -           | -           | -           |                 |                 |                 |                 |                 |                 |                 |           |           |           |           |           |           |           |